# Bahai-geloof in Nederland
De eerste vermeldingen van het bahai-geloof in Nederland waren in Nederlandse kranten die in 1852 over aantal gebeurtenissen berichtten met betrekking tot de bábí-beweging die door de bahai-gelovigen wordt beschouwd als voorloper-godsdienst. In circa 1904 stuurde het Algemeen Handelsblad, een Amsterdamse krant, een correspondent naar Perzië om onderzoek te doen naar de beoefenaars van deze godsdienst. De eerste bahai-gelovigen die zich in Nederland vestigden, waren een paar gezinnen – de Tijssens en Greevens. Beide families verlieten Duitsland in 1937 toen hun zaken werden getroffen door het nazi-beleid. Na de Tweede Wereldoorlog richtten de gelovigen een comité op om de verspreiding van de religie in Europa te overzien en zo begon de permanente groei van de gemeenschap in Nederland, met bahai-pioniers die in 1946 aankwamen. Na hun aankomst en het toetreden van enkele Nederlanders werd in 1948 de eerste plaatselijke Geestelijke Raad van Amsterdam verkozen. In 1962, toen er 110 gelovigen en negen plaatselijke Geestelijke Raden waren, koos de bahai-gemeenschap in Nederland zijn eerste eigen Nationale Geestelijke Raad. In 2005 had Nederland 34 plaatselijke Geestelijke Raden. In 1997 waren er ongeveer 1500 gelovigen in Nederland.

## Eerste contact

### Eerste vermeldingen
De eerste meldingen met betrekking tot het bahai-geloof in Nederland waren in Nederlandse kranten. Deze meldingen hadden betrekking op een aantal gebeurtenissen met betrekking tot de bábi-beweging, die door bahai-gelovigen wordt beschouwd als voorloper-godsdienst. De Opregte Haarlemsche Courant berichtte over de aanslag op het leven van sjah Naser ed-Din Kadjar door een paar Bábis op 11 oktober 1852, een paar maanden na het incident. Het incident werd een paar dagen later gerapporteerd door de Nieuwe Rotterdamsche Courant en vervolgens door het Dagblad van 's-Gravenhage, die allemaal hun informatie hadden uit Londense of Parijse kranten. De verslagen die aan het Nederlandse publiek werden voorgelegd beschreven het Bábisme onterecht als een soort communisme, het goedkeuren van het delen van echtgenotes, geloof in transmigratie van de ziel en gewelddadige opstand. Bij de tweede moordaanslag, dit keer in 1896 op dezelfde Sjah, door een groep niet geassocieerd met de Bábís, zoals destijds erkend werd in Perzië, bleven de westerse kranten tot enkele jaren daarna de schuld geven aan de Bábís.

### Nederlanders in Perzië
In 1879, na de ontwikkeling van handelsbetrekkingen ingeleid door een aantal Nederlandse handelaren, ging de Nederlander Johan Colligan een partnerschap aan met twee bahai-aanhangers, Haji Siyyid Muhammad Hasan en Haji Siyyid Muhammad-Husayn, ook bekend als de 'koning der martelaren' en 'geliefde der martelaren'. Deze twee werden gearresteerd en geëxecuteerd omdat de Imam-Jum'ih hen op dat moment een grote som geld verschuldigd was voor zakelijke relaties en in plaats van het betalen ervan hun bezittingen confisqueerde. Hun executie werd uitgevoerd ondanks Johan Colligans getuigenis van hun onschuld. In 1890 was Colligan ook getuige van een oproer tegen bahai-boeren nabij Isfahan waarbij ook verscheidene Britse diplomaten probeerden de situatie te voorkomen of te herstellen.
Een andere Nederlander, C.F. Prins, was getuige van een oproer in Yazd tegen bahai-gelovigen in 1891 en probeerde noodhulp te geven aan de slachtoffers. In datzelfde jaar had Nederlander Henri Dunlop handelsbetrekkingen in Shiraz met Afnan-i-Kabir, de broer van de echtgenote van de Báb, en nam meerdere bahai-manuscripten mee die hij aanbood aan hoogleraar Edward Granville Browne en later professor Michael Jan de Goeje van de Universiteit Leiden die het eerste Nederlandse academische artikel over de bábis/bahai-gelovigen in oktober 1893. Het beeld van de bábis dat hierin werd geschetst aan het Nederlandse publiek is anders dan dat van de eerste verslagen, en omvatte contactzoeken met buitenlanders, monogamie en de vraag om hulp van civiele autoriteiten voor de bescherming tegen moslim menigten.
Later in 1904 ging Maurits Wagenvoort als correspondent voor het Algemeen Handelsblad specifiek onderzoek doen naar de gelovigen in Perzië en had talrijke interviews met hen.

## Geschiedenis in Nederland

### Voor de Tweede Wereldoorlog
De eerste belangstelling voor het bahai-geloof in Nederland ontstond in 1912-1917 toen de Uitgeverij der Theosofische Vereniging in Nederland in Amsterdam een aantal boekjes en brochures over de godsdienst vertaalde en publiceerde. De eerste bahai-gelovige die naar Nederland kwam, was Daniel Jenkyn, die in december 1913 vanuit Engeland door Nederland reisde. Het is ook bekend dat 'Abdu'l-Bahá, de zoon en opvolger van de stichter van de godsdienst, een brief schreef aan Julia Isbrücker, voorzitster van de Esperanto-beweging in Den Haag. In 1920 brachten twee Perzische bahai-gelovigen, Ibn-i-Asdaq and Ahmad Yazdani, een brief van 'Abdu'l-Bahá aan de Centrale Organisatie voor Duurzame Vrede in Den Haag, bekend als de Tafel aan Den Haag.
De eerste Nederlandse bahai-gelovige lijkt Hajo Mesdag te zijn geweest, die tot het geloof kwam in Egypte na een ontmoeting met Martha Root en het lezen van John Esslemonts boek getiteld Bahá'u'lláh en het Nieuwe Tijdperk en in 1925 Shoghi Effendi in Haifa, Israël bezocht. Een brochure van de Franse bahai-gemeenschap vermeldt dat de eerste Nederlandse bahai-gelovige een Vanda Haack (of Van der Haack) was, over wie tot nu toe weinig bekend is. Later in de vroege jaren 1930 bezocht Louise Drake Wright, een reizende Amerikaanse bahai-gelovige, Nederland op instructie van Shoghi Effendi drie keer: in de zomer van 1932 (Amsterdam), maart-juni 1933 (Amsterdam en Den Haag), januari-april 1934 (Den Haag). Tijdens deze periode ontmoette zij vrouwenorganisaties en vredesgroepen, quakers, theosofen, esperantisten en vrouwelijke denkers, zoals de stichter van de Nederlandse Padvindsters, en bibliotheken in Amsterdam en Den Haag. De vroegste bahai-familie in Nederland waren de Tijssens: Emma Margaretha Tijssen was een Duitse bahai-gelovige die in 1937 met haar man naar Den Haag was gegaan. In het najaar van 1937 deden twee andere gelovigen, Max en Inez Greeven, hetzelfde. Max Greeven was een Amerikaanse zakenman die in 1927 in New York het bahai-geloof had aangenomen en in 1930 naar Duitsland verhuisde; de verhuizing naar Den Haag in 1937 was te wijten aan zakelijke beperkingen in Duitsland; de Greevens bleven in Nederland tot 1940.

### Na de Tweede Wereldoorlog
In 1946 vormde de nationale Geestelijke Raad van de Verenigde Staten het Europese Bahai Onderricht Comité om de religie te verspreiden in Europa. Dit comité overzag de komst van een aantal bahai-pioniers. In juni van dat jaar vroeg het comité Rita van Bleyswijk Sombeek, een Nederlandse vrouw die tijdens de Tweede Wereldoorlog in de Verenigde Staten had gewoond en daar tot het bahai-geloof was gekomen, om terug te keren naar Nederland als pionier. Zij arriveerde in oktober 1946 en ging in Amsterdam wonen. In januari 1947 en vanaf 29 mei 1947 hield zij bahai-bijeenkomsten in haar huis. In januari 1947 trad haar zus mevr. Straub ook tot de religie. Straub woonde in Rotterdam en geconcentreerde zich op het vertalen van bahai-literatuur. Sombeek reisde door heel Europa en woonde in verschillende plaatsen. Een andere pionier was John Carré die vanuit New York naar Nederland voer op 12 maart 1947, gevolgd door Charlotte Stirratt op 26 maart 1947. Carré verbleef in Bussum maar verhuisde al snel naar Madrid. Stirrat kwam aan in Rotterdam en bleef er drie weken om te helpen met het werk daar, waarna zij zich in Amsterdam vestigde.
Jan Piet de Borst van Wassenaar was de eerste die zich officieel registreerde als bahai-gelovige; hij verklaarde zijn geloof in Bussum op 3 augustus 1947; een andere Nederlander, Hans Slim Wassenaar, nam de godsdienst aan op 20 augustus 1947. De derde Nederlandse bahai-gelovige werd Josephine Caroline Diebold, een bejaarde inwoonster van Amsterdam die op 21 maart 1948 tot het geloof kwam; de vierde was Denise Sohet uit Wassenaar, en de vijfde en zesde waren de Amsterdamse Frieda van Houten en H. Bernard Dieperink, die beiden tot het geloof kwamen op 4 april 1948. Op 2 september 1948 kwam Eleanor Gregory Hollibaugh aan in Nederland als pionier. Met deze mix van pioniers en Nederlandse bahai-gelovigen werd in 1948 de eerste plaatselijke Geestelijke Raad verkozen in Amsterdam. Op dat moment waren er elf bahai-gelovigen in Nederland. Edward L. Bode, een ingenieur, en zijn vrouw, Mary Hotchkiss Bode, arriveerden eind maart 1949 in Amsterdam en woonden in verschillende plaatsen tot zij begin 1969 vertrokken naar Madeira. De eerste gelovige in Rotterdam was Louis Gustave Löhlefink, die op 8 februari 1953 de godsdienst aannam. De eerste bahai-pioniers op de Nederlandse Waddeneilanden waren de Nederlandse Geertrui Ankersmit en de uit Duitsland afkomstige Ursula von Brunn, die daar aankwamen in oktober 1953; zij werden in november 1953 gevolgd door Elsa Maria Grossman. Alle drie werden benoemd tot Ridders van Bahá'u'lláh voor de Friese eilanden voor hun diensten aan de religie.

### Groei

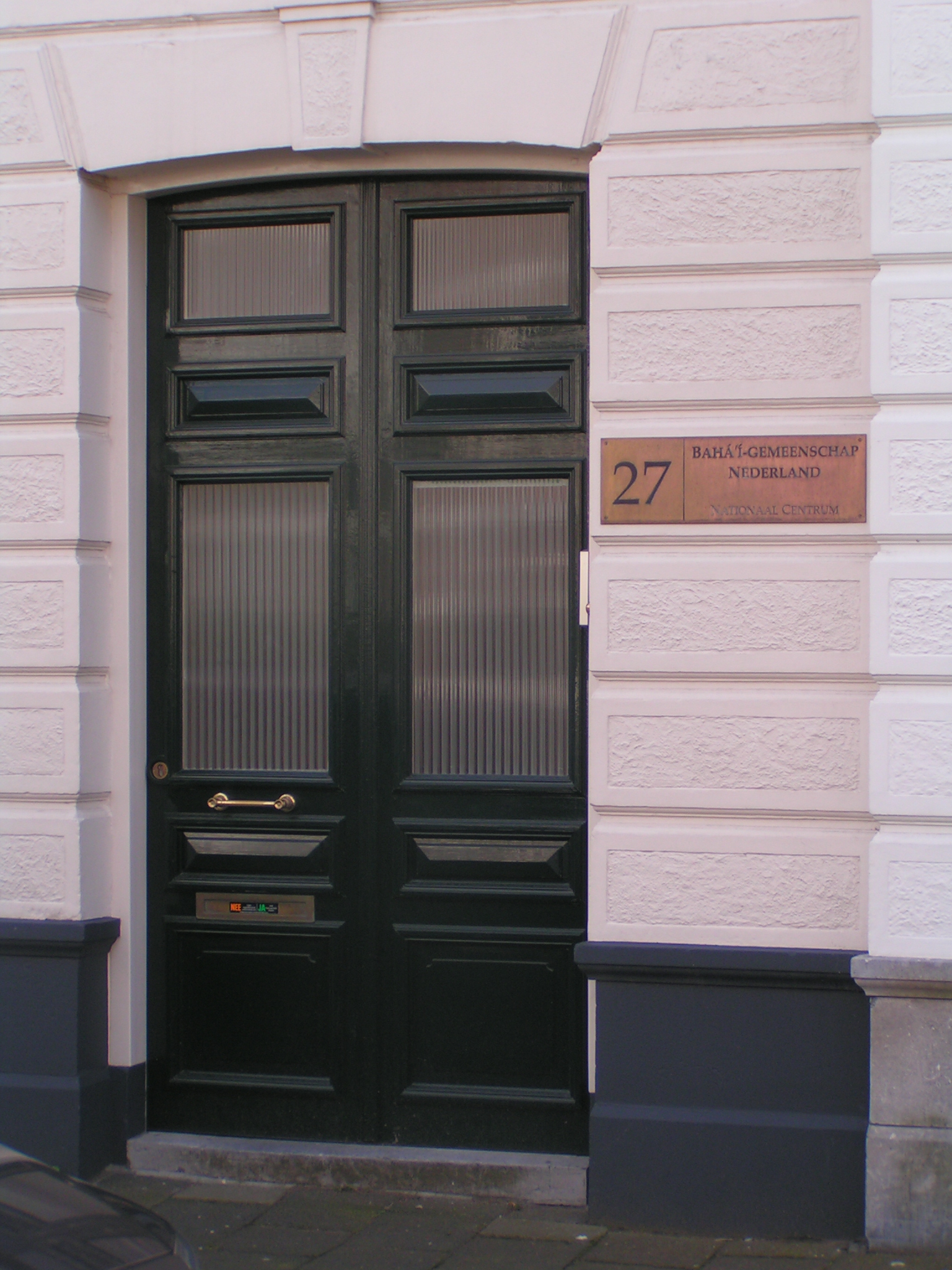
Nationaal Bahai-centrum in Den Haag

De eerste plaatselijke Geestelijke Raad van Den Haag werd opgericht in april 1952. Onder de leden van die instelling was Elisabeth Charlotte (Lottie) Tobias, die later zou dienen in de regionale Geestelijke Raad van de Benelux-landen en de eerste nationale Geestelijke Raad van de bahai-gelovigen van Nederland. Zij diende in die instelling van 1962 tot 1986 en werd continu herkozen als secretaris. In 1955 werd het nationale bahai-centrum in Den Haag gekocht.
De vijfde bahai-gemeenschap in Nederland was Zandvoort, waar de heer en mevrouw Adelman zich gelovigen verklaarden in oktober 1956. De eerste gelovige van Leiden was Walter Italiaander, die zich enkele jaren na 1958 inschreef. De tweede Leidse gelovige, Annemarie Niessink, trouwde later met een van de Perzische bahai-gelovigen in Nederland, Masu'd Mazgani.
In 1959 waren er 63 gelovigen in Nederland en werd een beroep gedaan door de Handen van de Zaak – een groep gelovigen die een onderscheiden rang van dienst aan de religie had ontvangen – aan de Perzische bahai-gemeenschap voor het vestigen van bahai-families in Nederland. Ongeveer 38 Perzische bahai-gelovigen gereageerd, vooral gezinnen, en zo werd het mogelijk Geestelijke Raden te vormen in Arnhem, Delft, Haarlem, Leiden, Rotterdam en Utrecht.
De regionale Geestelijke Raad van de Benelux functioneerde van 1957 tot 1962. In 1962, toen het aantal Nederlandse gelovigen 110 was en er negen plaatselijke Geestelijke Raden waren, werd de eerste eigen nationale Geestelijke Raad verkozen. In 1973 waren er 365 gelovigen en 16 Geestelijke Raden; in 1979 waren er 525 gelovigen en 27 Geestelijke Raden. In 1997 waren er ongeveer 1500 gelovigen in Nederland.

## Huidige gemeenschap

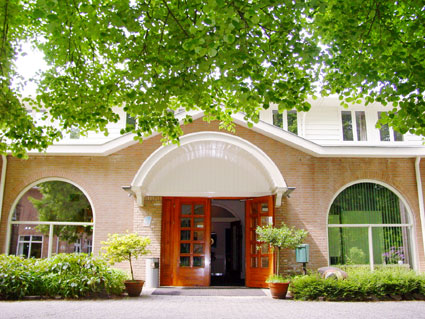
Bahai Conferentiecentrum De Poort, Groesbeek

In 1985 kocht de Nederlandse bahai-gemeenschap het conferentiecentrum De Poort in Groesbeek, dat voorheen een Philosophicum van de jezuïeten was en gebouwd werd in 1929.
In 1999 heeft de Nederlandse bahai-gemeenschap geholpen met coördineren van de bahai-vertegenwoordiging op de Hague Appeal for Peace.
In 2007 heeft Nederlandse bahai-gemeenschap een gouden tegel van de graftombe van de Báb geschonken aan het Nederlands Dakpannenmuseum in Alem. Het is de enige van de 3000 tegels in de collectie die is verguld met echt goud.
In 2005, 2006 en 2008 organiseerde het Tahirih Instituut bijeenkomsten met colloquia en dr. Aziz Navidi Memorial-lezingen, vernoemd naar een prominente bahai-advocaat en Ridder van Bahá'u'lláh voor Monaco, die bekend stond om zijn moed en bekwaamheid in de verdediging van vervolgde bahai-gelovigen.
In 2005 had Nederland 34 plaatselijke Geestelijke Raden.

## Nederlandse kolonies
De eerste bahai-gelovige in Suriname was de Amerikaanse Leonora Stirling Holsapple; in oktober 1927 gaf zij een lezing over de religie in het Loge Concordia-centrum in Paramaribo. Op 22 oktober 1927 verscheen een artikel hierover in de avondkrant De West. Tussen 1964 en 1973 vestigden Nederlandse pioniers een Geestelijke Raad in Paramaribo. Piet van der Borst en Hendrik Buys verlieten Nederland om zich te vestigen als pioniers in Indonesië in 1949.

## Verder lezen
- Effendi, Shoghi (2009). Dear Co-worker - Boodschappen van Shoghi Effendi aan de landen van de Benelux. Stichting Bahá'í Literatuur, Den Haag, p. 164. ISBN 9789057210006.